# Gruaro
Gruaro is een gemeente in de Italiaanse provincie Venetië (regio Veneto) en telt 2727 inwoners (31-12-2004). De oppervlakte bedraagt 17,2 km², de bevolkingsdichtheid is 159 inwoners per km².
De volgende frazioni maken deel uit van de gemeente: Bagnara, Giai, Boldara.

## Demografie
Gruaro telt ongeveer 1007 huishoudens. Het aantal inwoners daalde in de periode 1991-2001 met 0,6% volgens cijfers uit de tienjaarlijkse volkstellingen van ISTAT.
| Jaar | Inwoneraantal |
| ---- | ------------- |
| 1991 | 2705          |
| 2001 | 2690          |

## Geografie
De gemeente ligt op ongeveer 6 meter boven zeeniveau.
Gruaro grenst aan de volgende gemeenten: Cinto Caomaggiore, Cordovado (PN), Portogruaro, Sesto al Reghena (PN), Teglio Veneto.